# Frederick Riley
Frederick Riley (Manchester, 9 gennaio 1912 – 7 dicembre 1942) è stato un calciatore inglese, di ruolo attaccante.

## Carriera

### Nazionale
Venne convocato nella Nazionale britannica che partecipò ai Giochi olimpici del 1936. Giocò la seconda delle due partite che disputò il Regno Unito nella quale la sua Nazionale perse 5-4 contro la Polonia.